# Caja3
Caja3 és la denominació comercial del Banco Grupo Cajatres, SA, un grup bancari format per tres caixes d'estalvis espanyoles que es van fusionar mitjançant el Sistema Institucional de Protecció (SIP): Caja Inmaculada, Caja Círculo i Caja Badajoz. El 2012 es va arribar a un acord de fusió amb Ibercaja Banco, la filial bancària de la caixa Ibercaja.